# Kolumbiában történt légi közlekedési balesetek listája
A Kolumbiában történt légi közlekedési balesetek listája mind a halálos áldozattal járó, mind pedig a kisebb balesetek, meghibásodások miatt történt, gyakran csak az adott légiforgalmi járművet érintő baleseteket is tartalmazza évenkénti bontásban.

## Kolumbiában történt légi közlekedési balesetek

### 1935
- 1935. június 24., Medellín közelében. A Servicio Aéreo Colombiano légitársaság F-31-es lajstromjelű Ford Trimotor 5-AT-B típusú repülőgépe összeütközött a levegőben a Sociedad Colombo-Alemana de Transportes Aéreos légitársaság C-31-es lajstromjelű Ford Trimotor típusú repülőgépével az Olaya Herrera repülőtér közelében. A gépeken utazók közül 20 életét vesztette, csak 3 élte túl a balesetet.[1][2]

### 2016
- 2016. november 28., Medellín közelében. Lezuhant a LAMIA légitársaság 2933-as járata, a társaság egyik utasszállító gépe lezuhant Kolumbiában. A gépen tartózkodó 77 fő közül 71 fő életét vesztette.[3]

### 2019
- 2019. augusztus 11., Medellín. Egy katonai légiparádé során két katona az ország zászlaját feszítette ki, melyet egy helikopteren rögzítettek, acélkábellel. A kábel elszakadt és a két katona a zászlóba csavarodva zuhant a mélybe. A két katona életét vesztette.[4][5]